# Gymnastikos Syllogos Diagoras Rodou
Il Gymnastikos Syllogos Diagoras Rodou (in greco: Γυμναστικός Σύλλογος Διαγόρας Ρόδου), noto come Diagoras, è una società calcistica greca di Rodi. Milita nella Souper Ligka Ellada 2, la seconda divisione del campionato greco di calcio.

## Storia
Venne fondata nel 1905 e deve il suo nome a Diagora di Rodi, un antico eroe sportivo dell'isola. La società venne sciolta dalle autorità italiane nel 1929 per essere ricreata nel 1945.
Raggiunse la massima serie ellenica tra il 1986-1987 ed il 1988-1989. Il miglior risultato in coppa di Grecia rimane la semifinale del 1986-1987, quando venne sconfitta dall'OFI Creta poi campione.
Il 16 febbraio 2012 la società, militante in Football League, fu espulsa da tutti i tornei professionistici nazionali. Dalla stagione 2012-2013 partecipa al campionato di Delta Ethniki.
Il 12 agosto 2022 ha annunciato il proprio ritiro dal campionato di Souper Ligka Ellada 2.

## Stadio
Il Diagoras gioca le partite casalinghe nello Stadion Diagoras. Costruito nel 1932, durante il dominio italiano dell'isola, aveva il nome di "Arena del Sole". Oggi ha una capacità di 3 693 spettatori ed è condiviso con l'altra squadra cittadina, il Rodi.
L'impianto è di proprietà dell'amministrazione comunale. Le dimensioni del terreno di gioco sono di 105 metri per 68. Il record di affluenza è stato registrato nel 1981-1982 per una partita del Diagoras contro l'Olympiacos, partita giocata davanti a circa 8 500 spettatori.

## Palmarès

### Competizioni nazionali
- Campionato di Gamma Ethniki: 2

1979-1980, 2007-2008
- Campionato di Beta Ethniki: 1

1985-1986
- Gamma Ethniki: 1

1974 (gruppo 8)
- Delta Ethniki: 1

2004-2005 (gruppo 7)

### Altri piazzamenti
- Coppa di Grecia:

Semifinalista: 1986-1987
- Beta Ethniki:

Terzo posto: Beta Ethniki 1960-1961 (girone Il Pireo), 2019-2020
- Gamma Ethniki:

Secondo posto: 1973 (gruppo 9), 2018-2019 (gruppo 6)
Terzo posto: 2017-2018 (gruppo 6)

## Rosa 2022-2023
Rosa e numerazione aggiornate al 26 febbraio 2023.
| N. |                    | Ruolo | Calciatore                |
| -- | ------------------ | ----- | ------------------------- |
| 2  | Grecia (bandiera)  | D     | Theodoros Petrakis        |
| 3  | Grecia (bandiera)  | D     | Georgios Magakis          |
| 5  | Marocco (bandiera) | D     | Abdelhamid El Kaoutari    |
| 7  | Grecia (bandiera)  | C     | Georgios Vourgountzis     |
| 8  | Grecia (bandiera)  | C     | Konstantinos Boubas       |
| 9  | Francia (bandiera) | A     | Yanis Lahiouel            |
| 11 | Brasile (bandiera) | C     | Thomaz Cavallieri         |
| 14 | Grecia (bandiera)  | C     | Athanasios Papaioannou    |
| 16 | Grecia (bandiera)  | C     | Serafim Maniotis          |
| 17 | Grecia (bandiera)  | C     | Giannis Parastatidis      |
| 19 | Francia (bandiera) | A     | Mohamed Diaf              |
| 20 | Grecia (bandiera)  | D     | Dimitrios Tatsis          |
| 21 | Grecia (bandiera)  | C     | Vasilios Tsiantoulas      |
| 22 | Grecia (bandiera)  | P     | Alexandros Athanasopoulos |
| 23 | Grecia (bandiera)  | P     | Giannis Bintsis           |

| N. |                      | Ruolo | Calciatore             |
| -- | -------------------- | ----- | ---------------------- |
| 25 | Croazia (bandiera)   | D     | Dino Grozdanić         |
| 31 | Grecia (bandiera)    | P     | Giannis Galanis        |
| 33 | Grecia (bandiera)    | A     | Michalīs Manias        |
| 39 | Serbia (bandiera)    | A     | Bogdan Stamenković     |
| 55 | Albania (bandiera)   | D     | Shefket Hoxha          |
| 66 | Grecia (bandiera)    | C     | Athanasios Karamanis   |
| 75 | Nigeria (bandiera)   | C     | Mubaraq Adeshina       |
| 82 | Grecia (bandiera)    | C     | Athanasios Michopoulos |
|    | Grecia (bandiera)    | D     | Athanasios Giannarakis |
|    | Serbia (bandiera)    | C     | Viktor Lukić           |
|    | Grecia (bandiera)    | D     | Apostolos Xepapadakis  |
|    | Argentina (bandiera) | C     | Juan Manuel Arias      |
|    | Grecia (bandiera)    | D     | Filimonas Moustakas    |
|    | Grecia (bandiera)    | D     | Antonios Moudatsos     |

### Rose delle stagioni precedenti
- 2009-2010